# Tomás Uribe
Tomás Uribe Moreno (Medellín, 19 de abril de 1981) es un empresario colombiano, ingeniero químico de la Universidad de los Andes, con un MBA de la Universidad de Stanford. Es hijo de Álvaro Uribe y Lina Moreno. Como empresario y junto a su hermano Jerónimo Uribe, ha sido fundador, entre otras empresas, de la cadena de centros comerciales Nuestro, Sapia, Ecoeficiencia y La Haus, habiendo recibido en esta última capital de Jeff Bezos.

## Biografía
Tomás nació el 19 de abril de 1981, del matrimonio del entonces director de la Aerocivil, el expresidente Álvaro Uribe Vélez, y su esposa, Lina Moreno de Uribe. Es hermano mayor del también empresario Jerónimo Alberto Uribe Moreno.

### Estudios
Tomás Uribe se graduó de bachiller del Colegio Alemán Medellín en 1999, con el mejor resultado en el examen ICFES de su clase, obteniendo un puntaje de 382 sobre 400. Estudió Ingeniería Química en la Universidad de los Andes, institución donde también obtuvo una especialización en finanzas. En el año 2012 se graduó con un MBA de Stanford.[cita requerida]

### Empresas
Durante los últimos años se ha hecho más notoria su última compañía, La Haus, fundada en 2017 y teniendo como inversionistas a Jeff Bezos, David Vélez, Kaszek, Nfx y Maluma.La Haus ha anunciado rondas de capital por más de $160 millones de dólares.
También ha figurado como accionista en Sapia, Ecoeficiencia y la Zona Franca de Occidente. Esta última fue denunciada por el periodista Daniel Coronell, sin embargo, múltiples instancias judiciales han fallado a favor de la Zona Franca y de los Uribe Moreno, entre ellas el Tribunal Superior de Bogotá, de Cundinamarca, el Consejo de Estado y la Fiscalía general de la Nación. Dice el Tribunal Administrativo de Cundinamarca, en un fallo ratificado por el Consejo de Estado “Los derechos colectivos invocados por los actores no han sufrido menoscabo alguno… El patrimonio público del Municipio no ha sufrido mengua… También se pudo demostrar que la actuación de las autoridades municipales se vio ceñida a los parámetros legales.. de manera que la moralidad administrativa no ha sufrido ningún acontecimiento del cual se pueda inferir su vulneración”.
Con su empresa de desarrollo inmobiliario, Jaguar Capital, ha desarrollador la cadena de centros comerciales Nuestro, con presencia en Apartadó, Montería, Soledad, Cartago y Bogotá.

### Rumores sobre incursión en la política
A pesar de ser hijo de un expresidente, Tomás nunca ha participado en la política nacional. A raíz del Caso Uribe, se especuló sobre su posible candidatura en las elecciones presidenciales de 2022 por el Centro Democrático.Otras publicaciones de prensa especularon que Uribe Moreno podría ser candidato al Congreso en las elecciones del 2022. Finalmente, no se presentó a ningún cargo.